# Storia della Sicilia sabauda
La storia della Sicilia sabauda comprende l'arco temporale in cui il Regno di Sicilia fu al centro dei domini di Casa Savoia. Tale periodo, durato circa sette anni, ebbe inizio il 10 giugno 1713, data che sancì il passaggio del regno da Filippo V al duca di Savoia Vittorio Amedeo II, e si concluse nel 1720, quando Carlo VI prese possesso dell'isola cedendo in cambio la Sardegna.

## Storia
In occasione del trattato di Utrecht, dopo varie guerre che avevano messo in difficoltà l'Europa, la Casa Savoia ottenne grandi vantaggi, tra cui il titolo regio di Sicilia e l'intera Sicilia: il 10 giugno 1713, infatti, la Spagna firmò il documento di cessione dell'isola ai Savoia sotto la pressione dell'Inghilterra. Le condizioni imposte da Filippo V di Spagna per la cessione della Sicilia erano le seguenti:
1. Casa Savoia non avrebbe mai potuto vendere l'isola o scambiarla con un altro territorio.
2. La Sicilia sarebbe stata mantenuta come feudo della Spagna: estinto il ramo maschile dei Savoia, essa sarebbe tornata alla corona di Madrid.
3. Tutte le immunità in uso in Sicilia non sarebbero state abrogate.

In realtà, solo gli ultimi due punti furono accettati da Vittorio Amedeo II. All'ultimo momento, Filippo V fece aggiungere un ultimo punto, secondo cui:
- il Re di Spagna sarebbe stato in grado di disporre a suo piacimento dei beni confiscati ai sudditi siciliani rei di tradimento.

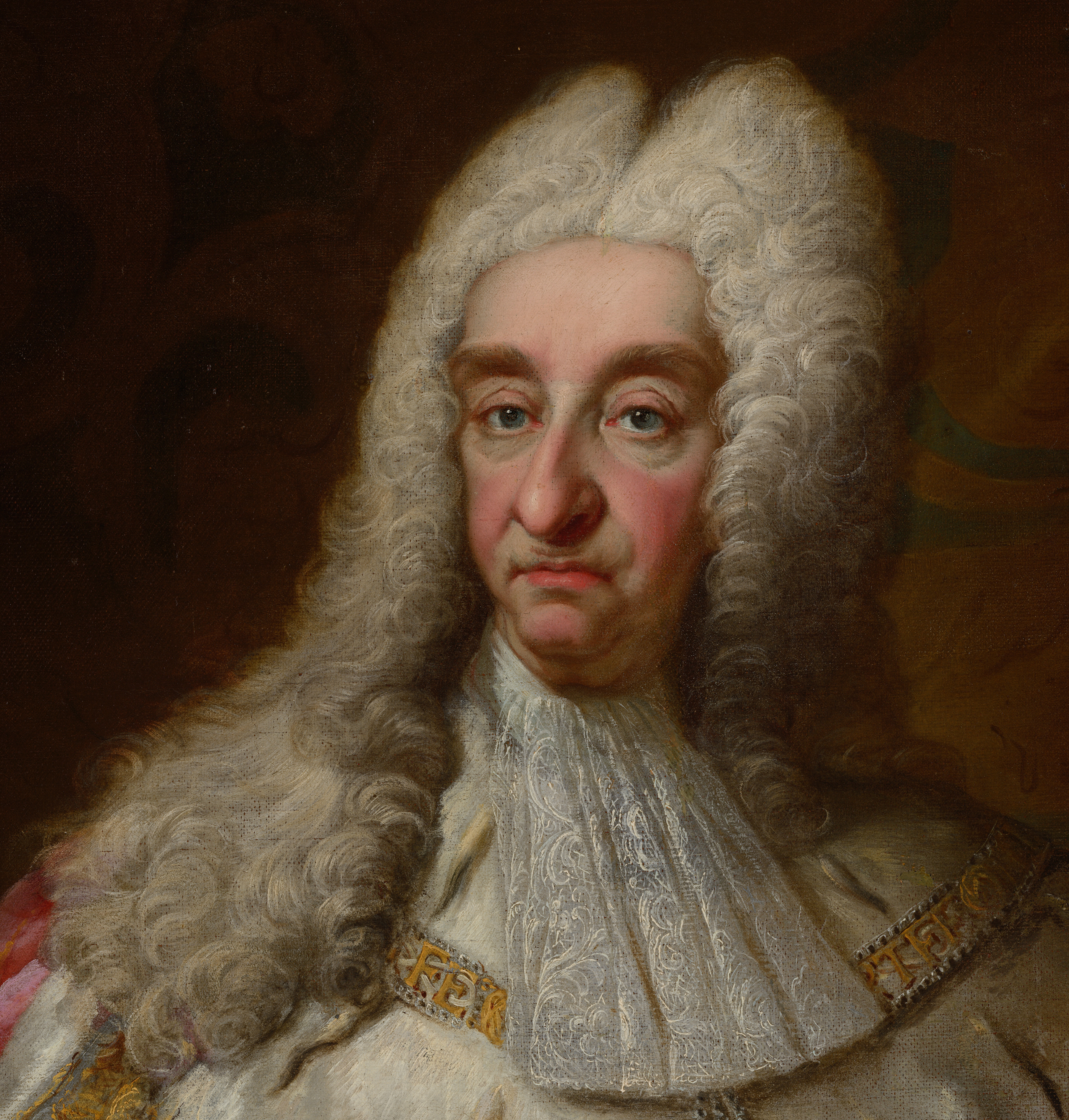
Vittorio Amedeo II, re di Sicilia dal 1713 al 1720

Vittorio Amedeo volle accondiscendere anche a questo punto, per evitare che una protesta del duca potesse rinviare la stesura dei trattati. Il documento con cui si cedeva la Sicilia ai Savoia venne siglato il 13 luglio successivo. Gli araldi lo stesso giorno percorsero Torino annunciando l'acquisizione del titolo regio da parte di Vittorio Amedeo. Una folla esultante si accalcò davanti al palazzo ducale acclamando il re, che uscì dal balcone brindando insieme alla folla.

### L'incoronazione
Il 27 di quello stesso mese, Vittorio Amedeo II, in procinto di partire per la Sicilia, nominò suo figlio Carlo Emanuele, principe del Piemonte, luogotenente degli Stati di terraferma; ma il ragazzo non aveva che sedici anni e fu dunque assistito da un Consiglio di Reggenza. Il 3 ottobre il nuovo re salpò da Nizza alla volta di Palermo, ove sbarcò circa venti giorni dopo. Il 24 dicembre, dopo una sontuosa cerimonia nella Cattedrale di Palermo, Vittorio Amedeo II e la moglie Anna Maria di Orléans ricevettero la corona regia.
Così egli si espresse al Parlamento siciliano in una delle prime sedute:
I buoni intenti del re vennero messi in pratica nella lotta contro il brigantaggio, nello sviluppo della marina mercantile e nella riorganizzazione finanziaria e dell'esercito (per il quale venne preso a modello quello piemontese).
Il re nel suo soggiorno palermitano si era convinto delle difficoltà opposte dal particolarismo siciliano e di quelle insite nella lontananza dell'isola dal potere centrale.
Dopo l'incoronazione e il re e la regina partirono da Palermo il 18 aprile 1714 accompagnati da gentiluomini da camera siciliani, un ristretto seguito e dalle guardie del corpo, il 19 giunsero a Termini Imerese, poi attraversarono Cerda, Polizzi Generosa, Petralia Sottana e Nicosia  e arrivarono a Leonforte il 20; l'itinerario continuò con la visita di Catania, poi sostò due giorni a Taormina e visitò Messina, poi ritornò a Palermo.
La permanenza del re in Sicilia durò fino al 7 settembre 1714.

### La ripresa spagnola
La pace di Utrecht, con tutto ciò che comportò, fu soltanto un evento transitorio nella storia piemontese. La Spagna, infatti, stava fortemente riarmandosi. Intimorite da tanta potenza, Francia, Paesi Bassi, Inghilterra e Austria strinsero via via legami difensivi tra di loro. Vittorio Amedeo II, quando ricevette la notizia della creazione di una possibile Quadruplice Alleanza, si sentì nuovamente in pericolo.
Era infatti in progetto, tra i sovrani alleati, di mettere a tacere le mire spagnole in Italia, ma tale progetto si scontrava contro le mire di Casa Savoia. L'Austria, in particolare, progettava di eliminare i Piemontesi dalla Sicilia. Vittorio Amedeo decise di agire con astuzia, inviando messi a Vienna e a Londra per essere costantemente informato delle novità nella politica estera. Se i paesi alleati avessero davvero siglato un'alleanza, allora Vittorio Amedeo sarebbe stato seriamente nei guai, circondato da tutti i fronti.
Dopo aver in ogni modo cercato di allearsi all'Austria (anche ricorrendo ad una proposta di matrimonio), Vittorio Amedeo venne attaccato sul fronte siciliano dagli spagnoli, che egli considerava alleati. 
La Sicilia venne invasa da 30.000 soldati spagnoli sbarcati nei pressi di Solunto nel luglio  1718 e le poche fortezze piemontesi dovettero desistere dalla difesa, ad eccezione di Siracusa, Milazzo e Trapani.

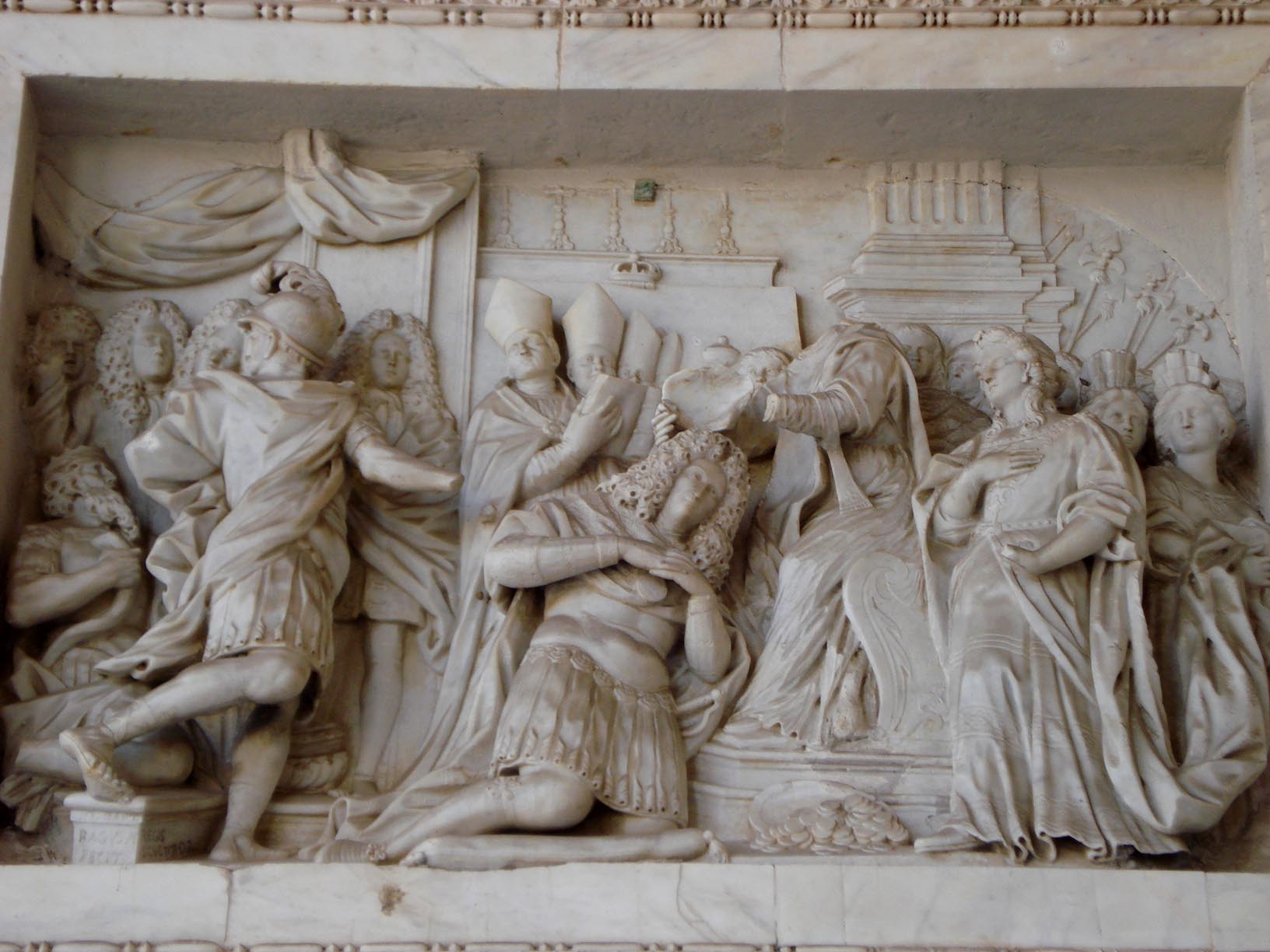
Incoronazione di Vittorio Amedeo II re di Sicilia, bassorilievo nella Cattedrale di Palermo.

Arrivò a Palermo François de Bette, marchese di Lede - nominato viceré di Sicilia dai palermitani ma non riconosciuto come tale dai siracusani, che rimanevano fedeli al viceré piemontese Annibale Maffei, che aveva lasciato con le sue truppe Palermo per Siracusa. Il 22 luglio si arrese la città di Messina. Nell'agosto successivo però la flotta inglese sconfisse l'Armada spagnola nella Battaglia di Capo Passero (1718)
In settembre gli spagnoli occuparono anche la Cittadella di Messina dove si erano ritirati i piemontesi in luglio. Nel maggio 1719 giunse a Maffei da parte degli alleati inglesi l'ordine di evacuare Siracusa: i piemontesi cedevano il posto agli austriaci nella città, ancora bloccata per terra dalle forze ispaniche.

### L'arrivo degli Austriaci
Da Vienna arrivò la proposta di aderire alla ormai siglata Quadruplice Alleanza in cambio del titolo di Re di Sardegna. Con la Convenzione del 29 dicembre 1718 i Savoia scambiarono la Sicilia con la Sardegna. La distruzione dell'imponente flotta spagnola e la conseguente vittoria della Quadruplice Alleanza permise a Vittorio Amedeo di mantenere un titolo regio.
Dovette però attendere il 20 febbraio 1720, all'Aia, quando la Spagna siglava il trattato con il quale si dichiarava, sconfitta, e il riconoscimento delle decisioni prese dalla Quadruplice Alleanza. L'erede di Casa Savoia prese così possesso dell'isola e fu incoronato Re di Sardegna. Benché Vittorio Amedeo avesse accettato il trasferimento a malincuore, la maggiore vicinanza di quest'isola al Piemonte la rendeva meglio gestibile e controllabile della Sicilia.
A maggio le truppe spagnole del marchese De Lede lasciarono la Sicilia. La sorte dell'isola fu quella di ritornare nei domini degli Asburgo, questa volta alle dipendenze dell'Austria.

## Viceré della Sicilia sabauda
| Viceré | Viceré          | Inizio | Fine |
| ------ | --------------- | ------ | ---- |
|        | Annibale Maffei | 1714   | 1718 |

## Nella letteratura
Il romanzo storico I Beati Paoli di Luigi Natoli è ambientato nella Sicilia sabauda. Vi compaiono come protagonisti minori, tra gli altri, lo stesso Vittorio Amedeo II e il viceré conte Maffei. I numerosi episodi storici del romanzo includono: la cerimonia d'incoronazione di Vittorio Amedeo II come re di Sicilia nel dicembre 1713, la sua partenza per rientrare a Torino all'inizio del settembre 1714 nonché la capitolazione di Palermo alle truppe spagnole i primi di luglio 1718, con il conseguente abbandono della città da parte del viceré Maffei e della sua corte.